# Jean-François Deniau
Jean-François Deniau   (15è districte de París, 31 d'octubre de 1928 - 6è districte de París, 24 de gener de 2007) fou un polític, diplomàtic i novel·lista francès.

## Biografia
Va néixer el 31 d'octubre de 1928 a la ciutat de París. Va estudiar economia i dret a l'Institut d'estudis polítics de París. Admès a l'Escola Nacional d'Administració l'any 1950, passà un any a Alemanya al costat de l'Alt Comissionat francès a Alemanya Claude Cheysson i l'ambaixador en aquest país André François-Poncet.
El 9 d'abril de 1992 fou escollit membre de l'Académie française. Va morir el 24 de gener de 2007 a la seva residència de la ciutat de París.

## Activitat política
El 1956 fou nomenat representant francès a Brussel·les, esdevenint un dels redactors del Tractat de Roma l'any 1957. El 1958 fou nomenat director del gabinet del Comissari Europeu de Relacions Exteriors Jean Rey. El 1963 va ser nomenat ambaixador a Mauritània, i el 1967 fou nomenat membre de la Comissió Rey, esdevenint Comissari Europeu de Comerç, Ampliació i Assistència als països en vies de desenvolupament. En el seu càrrec de Comissari encarregat de l'Ampliació de la Unió Europea (UE) fou un dels principals negociadors de l'entrada a la UE del Regne Unit, Irlanda, Dinamarca i Noruega. En la formació de la Comissió Malfatti fou nomenat Comissari Europeu de Relacions Exteriors, càrrec que també repetí en la Comissió Mansholt.
El 1973 fou nomenat Secretari d'Estat de Cooperació en el govern del primer ministre de França Pierre Messmer, esdevenint posteriorment Secretari d'Estat del Ministre d'Agricultura i Densenvolupament Rural en el govern de Jacques Chirac nomenat per Valéry Giscard d'Estaing. El 1976 fou nomenat ambaixador a Espanya, jugant un paper destacat de conseller personal al rei Joan Carles I durant els primers anys de la Transició democràtica espanyola.
Membre de la Unió per a la Democràcia Francesa (UDF), el setembre de 1977 fou nomenat Secretari d'Estat del Ministeri d'Afers Exteriors en el govern de Raymond Barre, esdevenint posteriorment l'any 1978 diputat a l'Assemblea Nacional Francesa, escó que va mantenir fins al 1981. El 1978 fou escollit Ministre de Comerç Exterior i el 1981 Ministre de Reformes Administratives.
En les eleccions europees de 1979 fou escollit eurodiputat al Parlament Europeu, escó que va mantenir fins al 1986. Aquell any retornà a la política nacional, esdevenint novament diputat al Parlament de França, escó que va mantenir fins al 1997. Va morir el 24 de gener de 2007 a París.

## Obra escrita
Escriptor de novel·les i assaigs, també ha estat durant molts anys redactor del diari "Le Figaro".
- 1955: Le Bord des larmes
- 1958: Le Marché commun
- 1975: La mer est ronde
- 1977: L'Europe interdite
- 1985: Deux heures après minuit
- 1988: La Désirade
- 1989: Un héros très discret
- 1990: L'Empire nocturne
- 1992: Ce que je crois
- 1993: Le Secret du Roi des serpents
- 1994: Mémoires de sept vies. Tome 1: Les temps aventureux
- 1996: L'Atlantique est mon désert
- 1997: Mémoires de sept vies. Tome 2: Croire et oser
- 1998: Le Bureau des secrets perdus
- 1999: Tadjoura
- 2000: Histoires de courage
- 2000: La bande à Suzanne
- 2001: L'île Madame
- 2002: Dictionnaire amoureux de la mer
- 2003: La gloire à 20 ans
- 2004: La Double Passion écrire ou agir
- 2004: La Lune et le miroir
- 2005: Le Secret du roi des Serpents
- 2005: Le grand jeu